# Mesotelina
La mesotelina es un marcador bioquímico para la detección de cáncer. Se trata de una proteína 40 kDa que está presente en la membrana de algunas células del mesotelio. Aunque está también en las células normales, en las células tumorales, especialmente en los cánceres de páncreas y de ovario, hay una mayor cantidad de esta proteína. Para realizar el test se aprovecha que la proteína está presente en el flujo sanguíneo.
El uso de la mesotelina como marcador fue descubierto por Jack Andraka, un joven de solo 16 años, quien tras una investigación bibliográfica que le permitió establecer la hipótesis, logró que un investigador y profesor universitario le permitiera hacer ensayos en su laboratorio. En 2012 presentó sus resultados en el concurso de investigadores jóvenes de la Feria Internacional de Ciencia y Tecnología de Intel.
En investigaciones recientes se ha estudiado también la utilidad de la determinación de péptidos solubles relacionados con la mesotelina para la detección temprana del mesotelioma maligno pleural, enfermedad asociada a la exposición al asbesto.